# Atínganos
Os atínganos (em grego: Ἀθίγγανοι; romaniz.: athinganoi) ou athingani, plural de athinganos (Ἀθίγγανος) refere-se geralmente a uma seita de monarquianos do século IX localizada na Frígia e fundada por Teódoto, o Banqueiro, mas também se aplica a outra seita herética anterior ao século V.[carece de fontes?]
O nome é partilhado com outra seita bastante distinta que é refutada por Marcos, o Eremita (século V), que parece ter sido discípulo de João Crisóstomo. No seu livro Eis ton Melchisedek (ou, de acordo com Fócio, "Contra os Melquisedequitas"), Marcos fala desses novos professores que segundo ele apresentam Melquisedeque como a encarnação do Logos (a palavra  divina). Foram anatematizados pelos bispos, mas não pararam de pregar. À parte disso parecem ter sido ortodoxos. São Jerónimo (ep. 73) refuta uma obra anónima que identificava Melquisedeque com o Espírito Santo. Cerca do ano 600, Timóteo, presbítero de Constantinopla, no seu livro De receptione Haereticorum inclui no fim da lista de heréticos que precisam de ser rebatizados os melquisedequitas, «agora chamados Athingani» (intocáveis). Esses "intocáveis" viviam na Frígia e não eram nem judeus nem gentios, observavam o Sabá mas não eram circuncisados, não tocavam em qualquer homem. Se lhes ofereciam comida, pediam que ela fosse posta no chão, de onde a recolhiam. Tomavam as mesmas precauções quando eram eles a oferecer comida. Nada mais se sabe acerca desta seita.
Desconhece-se se a seita sobreviveu para além do século IX. Provavelmente espalharam-se pela Anatólia e pelos Balcãs após a capital pauliciana de Tefrique na década de 870.[carece de fontes?]
A etimologia do termo também é incerta, mas é comum afirmar-se que o seu significado em grego é "(os) intocáveis" e que deriva do verbo thingano (tocar). Uma variante mais tardia de atínganos é atsínganos (atsinganoi), que viria a associar-se aos Ciganos, que apareceram pela primeira vez no Império Bizantino ao mesmo tempo que os atínganos. Atsínganos está na origem das palavras "zigeuner", "tzigan", "tigan" e "zingari", todas elas designações dos Ciganos. Não é claro se os atínganos que estavam presentes na Europa no século V eram os Ciganos dos nossos dias.